# 小沙斯塔 (加利福尼亞州)
小沙斯塔（英語：Little Shasta）是位於美國加利福尼亞州錫斯基尤縣的一個非建制地區。該地的面積和人口皆未知。

## 地理
小沙斯塔的座標為41°42′43″N 122°23′29″W / 41.71194°N 122.39139°W，而該地的平均海拔高度為824米（即2703英尺）。